# Сенди (град, Орегон)
Сенди (на английски: Sandy) е град в окръг Клакамас, щата Орегон, САЩ. Сенди е с население от 7070 жители (2006) и обща площ от 6,8 km². Намира се на 305 m надморска височина. ЗИП кодът му е 97055, а телефонният му код е 503.